# Leptophis nebulosus
Espèce
Statut de conservation UICN

 LC  : Préoccupation mineure
Leptophis nebulosus est une espèce de serpent de la famille des Colubridae.

## Répartition
Cette espèce se rencontre au Costa Rica, au Honduras, au Nicaragua et  au Panama.

## Description
L'holotype de Leptophis nebulosus mesure 854 mm dont 352 mm pour la queue.

## Publication originale
- Oliver, 1942 : A check list of the snakes of the genus Leptophis, with descriptions of new forms. Occasional Papers of the Museum of Zoology, University of Michigan, n. 462, p. 1-19 (texte intégral).